# 成都市凤凰山快速公交
成都市凤凰山快速公交是运行在中国四川省成都市凤凰山大道高架路的公交专用道的快速公交线路，是成都市快速公交系统（英語：Chengdu Bus Rapid Transit）的第3条主线，编号为K3，用于连接成都市升仙湖与新都区，近期则为连接成都荷花池与天回镇，于2018年9月21日通车。车站建筑结构与二环快速公交一致，分为地面层、站厅层、站台层共三层，每一个站点都有人行天桥可以过街。其中，站台层采用路中侧式布局。

## 公交站点
成都凤凰山BRT线路有7个快速站点与4个普通站点。快速站点设计类似成都二环BRT线路车站，采用站内预购票乘车模式；而普通站点设计与现有普通公交一致，为上车购票站点。
快速站点有：
- 高架站：升仙湖、中环路、三环外侧、凤凰山二线、东风渠北侧
- 地面站：金凤凰大道终点、金芙蓉大道绕城内侧站[4]

## 运营
成都市凤凰山快速公交由成都公交集团运营，在快速站点采用站台投币或刷卡进站模式，普通站点则采用上车刷卡/投币的模式。线路运营公交上安装有投币箱和刷卡机。线路运行时间07:00-21:00。

## 线路
凤凰山高架快速公交规划由成都升仙湖通往新都区。
该条线路受场地因素影响，前期开通运营荷花池公交站到天回区间，即按照荷花池-东沙街-中环路-三环路-凤凰山公园-东风渠-金牛高科北区-天新路-金新路线路行驶。
东沙街站可与成都地铁1号线升仙湖站换乘、三环路站可与成都地铁1号线韦家碾站换乘。